# Citroenvlinder
De citroenvlinder (Gonepteryx rhamni) is een dagvlinder uit de familie Pieridae (witjes en luzernevlinders). Deze soort behoort tot de laatste groep en is een van de grootste luzernevlinders.

## Beschrijving
De spanwijdte is tot 55 millimeter, de mannetjes zijn meer geel, de vrouwtjes meer groen van kleur maar dit is in het veld niet altijd even eenvoudig te zien. Ze vallen zowel in vlucht als bij bezoek aan bloemen goed op. De vrouwtjes zijn ook veel bleker van kleur en worden soms verward met de witjes. Beide vlinders (mannetje-vrouwtje) zijn te herkennen aan een oranje stip op iedere vleugelpunt.
De vlinder is uitstekend gecamoufleerd en het hele lichaam is hierop aangepast. De onregelmatige oranjebruine vlekjes lijken sprekend op de brandgaatjes in bladeren. De vleugeladering is lichter en duidelijk te zien en lijkt op de nerven van een blad. De donkere uiteinden van de adering op de vleugelrand lijkt op de bladrand en zelfs kleine stekeltjes worden nagebootst. De citroenvlinder heeft geen oogvlekken of andere schrikkleuren aan de boven (binnen)zijde van de vleugels, en vouwt deze in rust nooit open, zodat hij perfect lijkt op een blad.

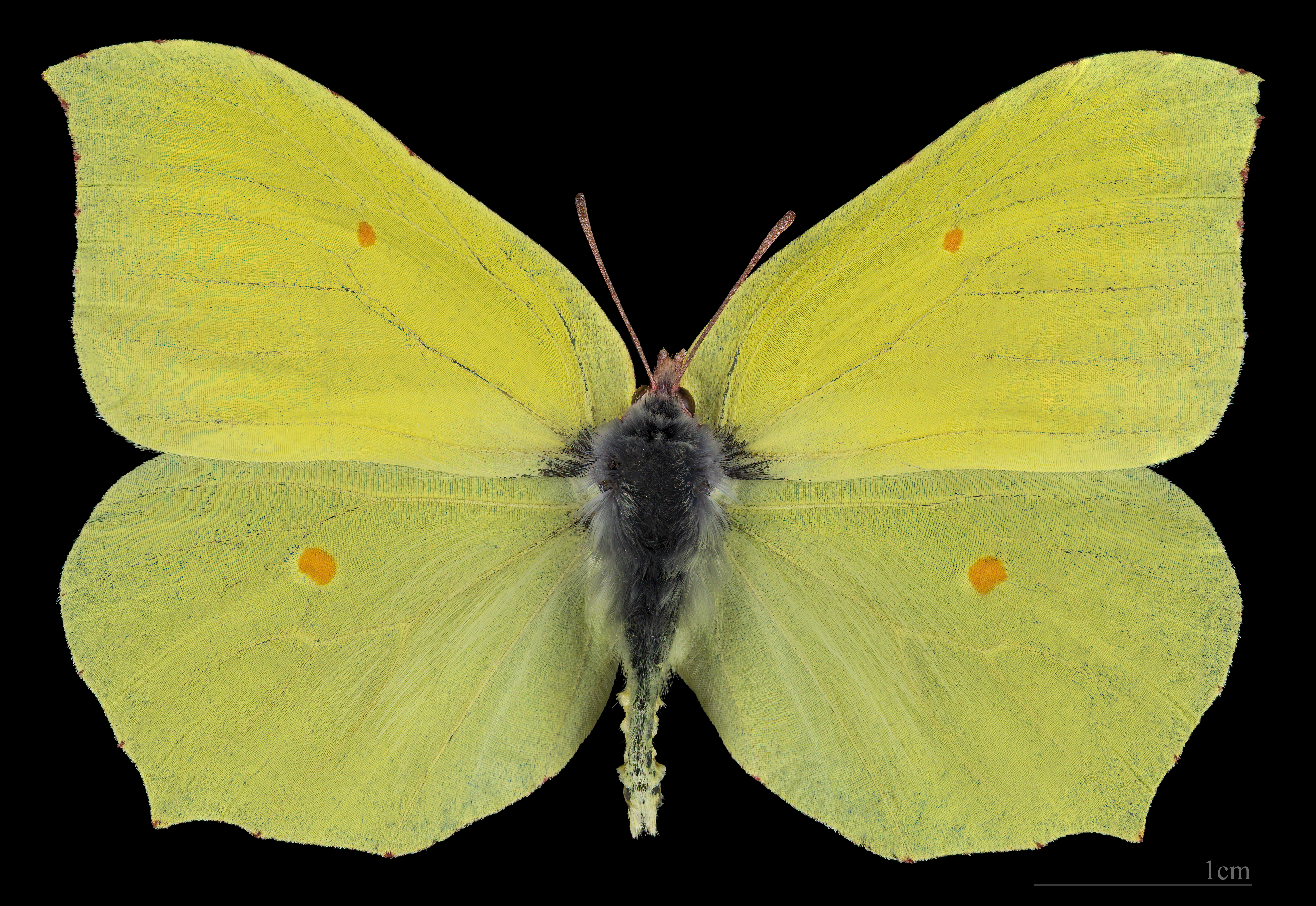
Gonepteryx rhamni ♂
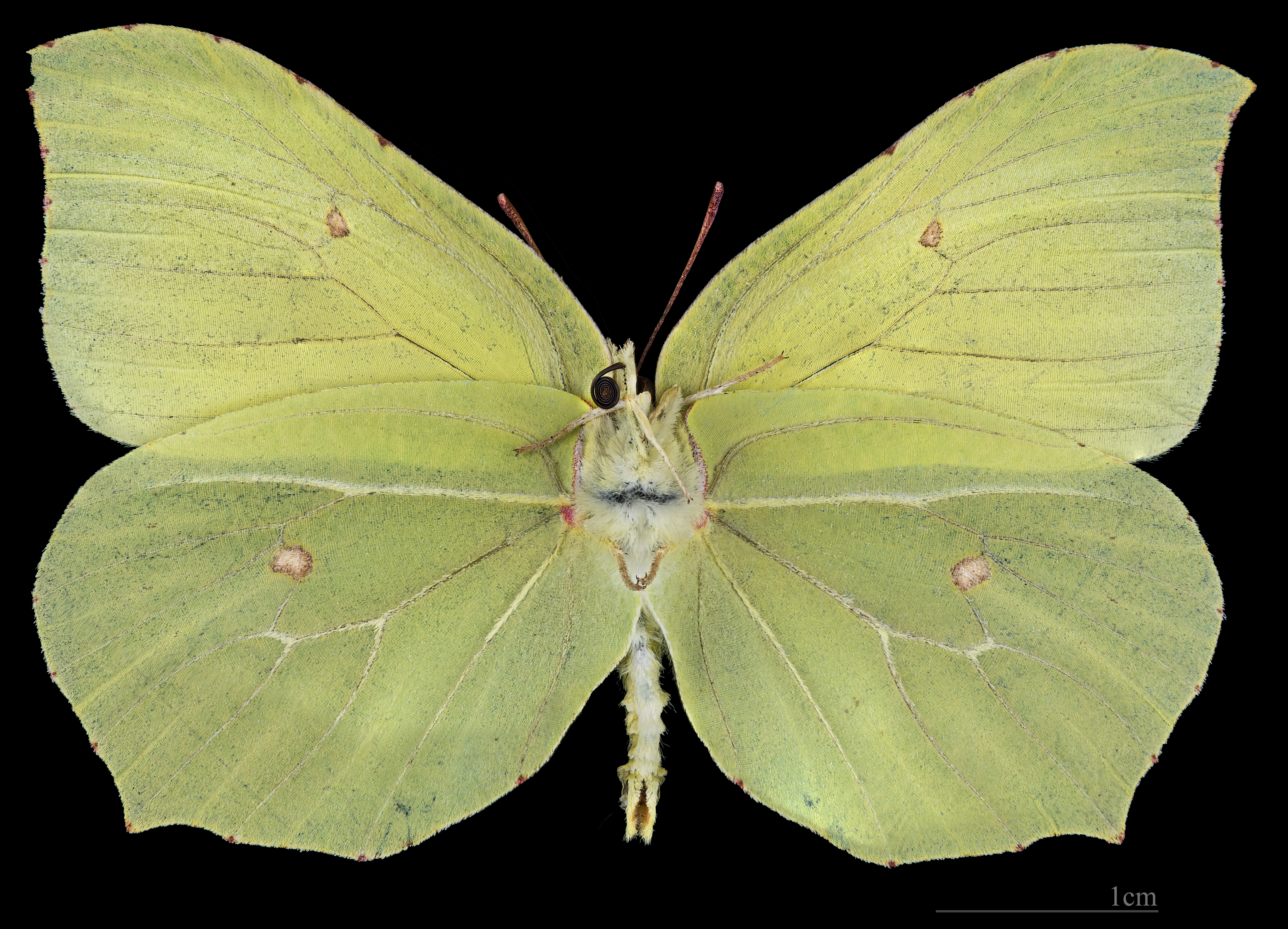
Gonepteryx rhamni ♂  △
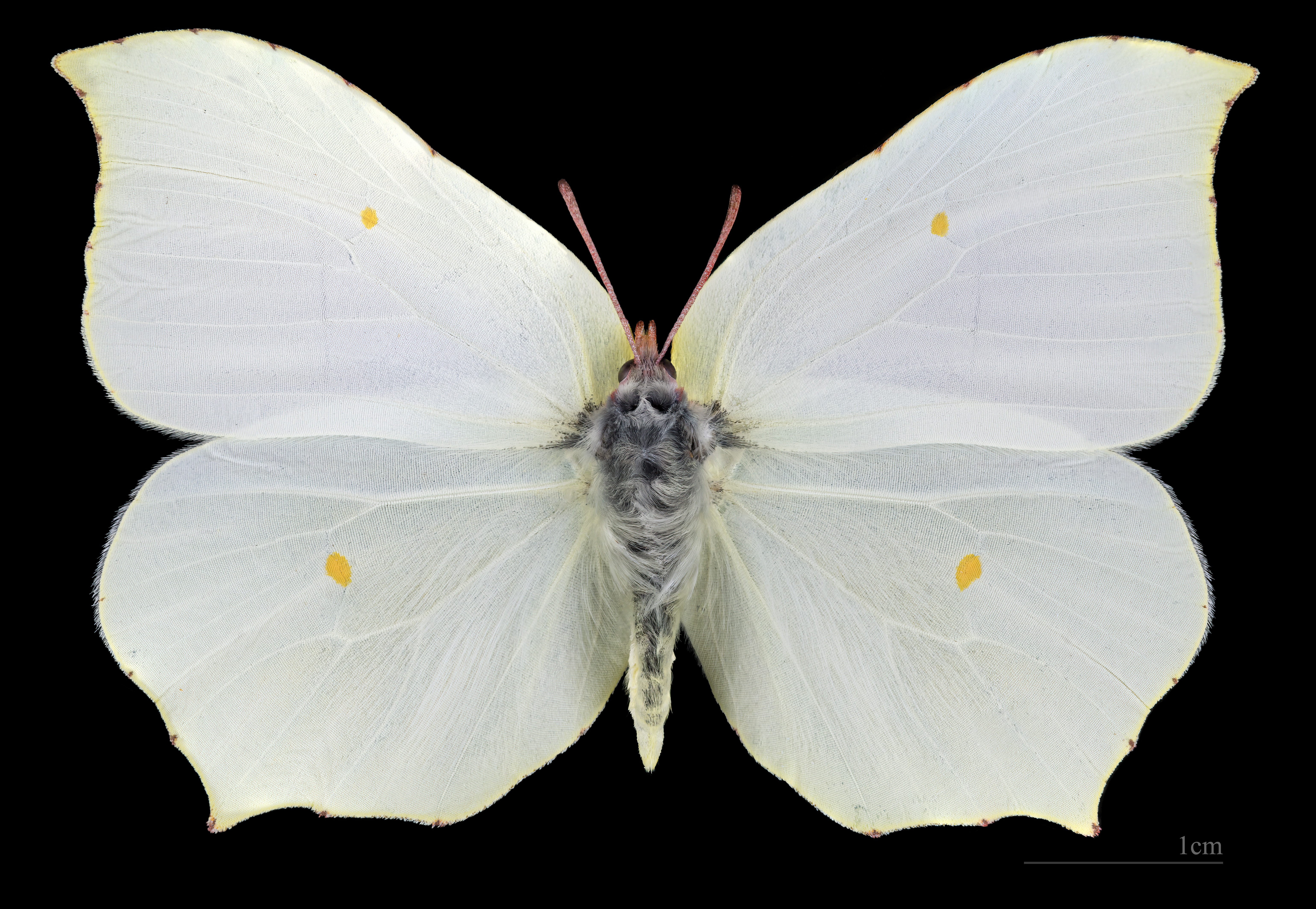
Gonepteryx rhamni ♀
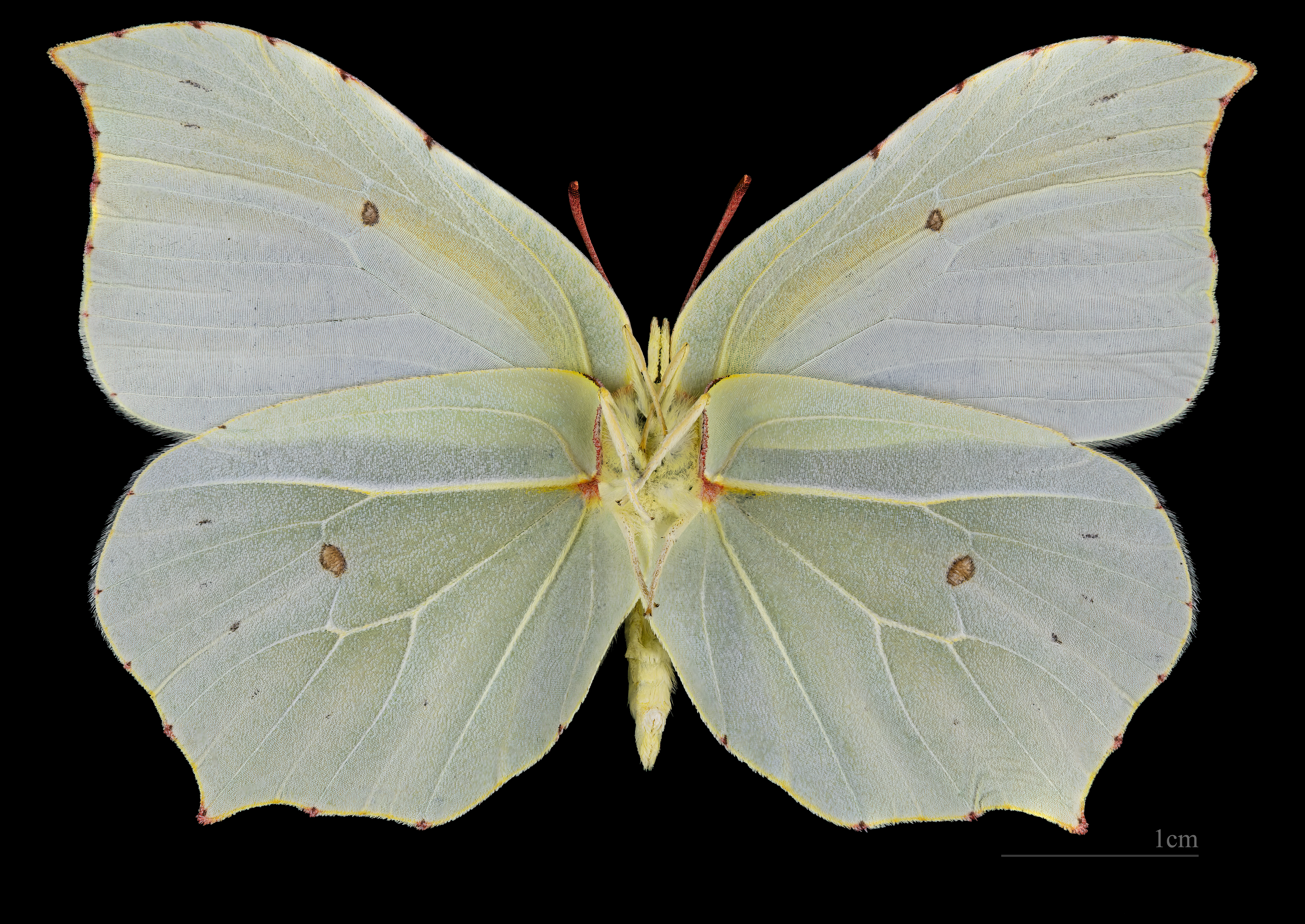
Gonepteryx rhamni ♀ △

## Voorkomen
De citroenvlinder komt voor in grote delen van Noord-Afrika, delen van Azië en in grote delen van Europa, ook in Nederland en België. De vlinder is een zwervende soort die overal kan worden aangetroffen, maar vlak voordat gepaard moet worden, zoeken de vlinders de waardplanten op. De enige twee soorten waarvan de rupsen kunnen leven, zijn sporkehout en wegedoorn, die in en rond bossen en houtwallen groeien. Rond de paartijd kunnen de vlinders hier massaal worden aangetroffen.

## Levenswijze
De citroenvlinder is een van de langstlevende soorten die als imago meer dan een jaar oud kan worden. De vliegtijd is van juli tot in oktober en van februari tot in mei. In de tussentijd wordt een winterslaap gehouden in holten in bomen of lage, groene struiken zodat de vlinder moeilijk te vinden en goed gecamoufleerd is. Ook als de imago rond juni uit zijn pop komt, wordt al snel een soort zomerslaap gehouden. Hierdoor wordt het grootste deel van het relatief lange leven al rustend doorgebracht.

## Ontwikkeling
De rups meet ongeveer vier centimeter, heeft een langgerekt groen lijf met een witte lengtestreep langs de gehele zijkant. De rups neemt de groene kleur van de voedselplant aan. Over het hele lichaam zit een niet dichte, zwarte beharing. De rupsen ontwikkelen zich zeer snel in drie tot vijf weken, ook de pop is groen van kleur en moeilijk te zien. het duurt ongeveer acht dagen voor de vlinder uit de pop komt.

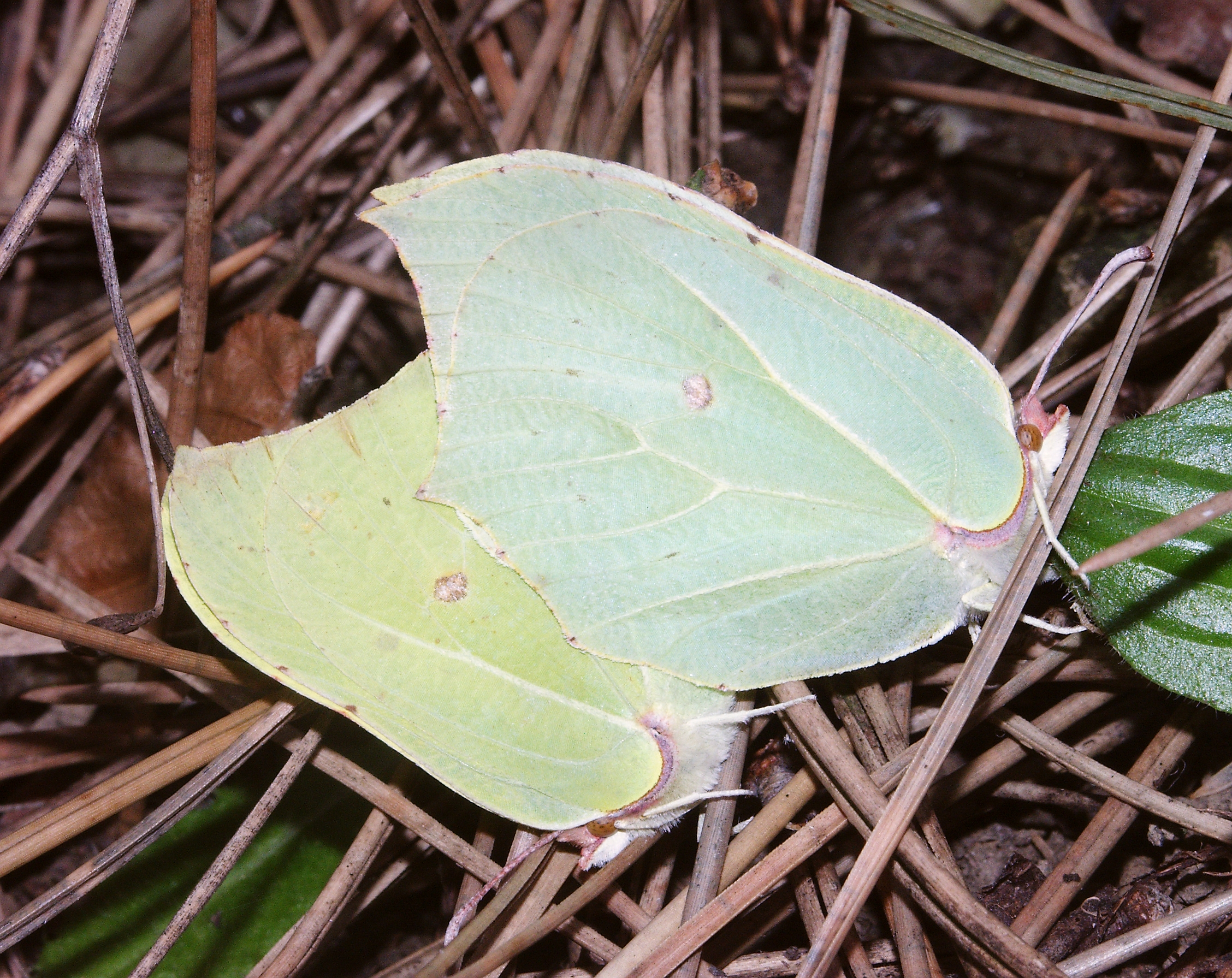
Paartje, vrouwtje rechts
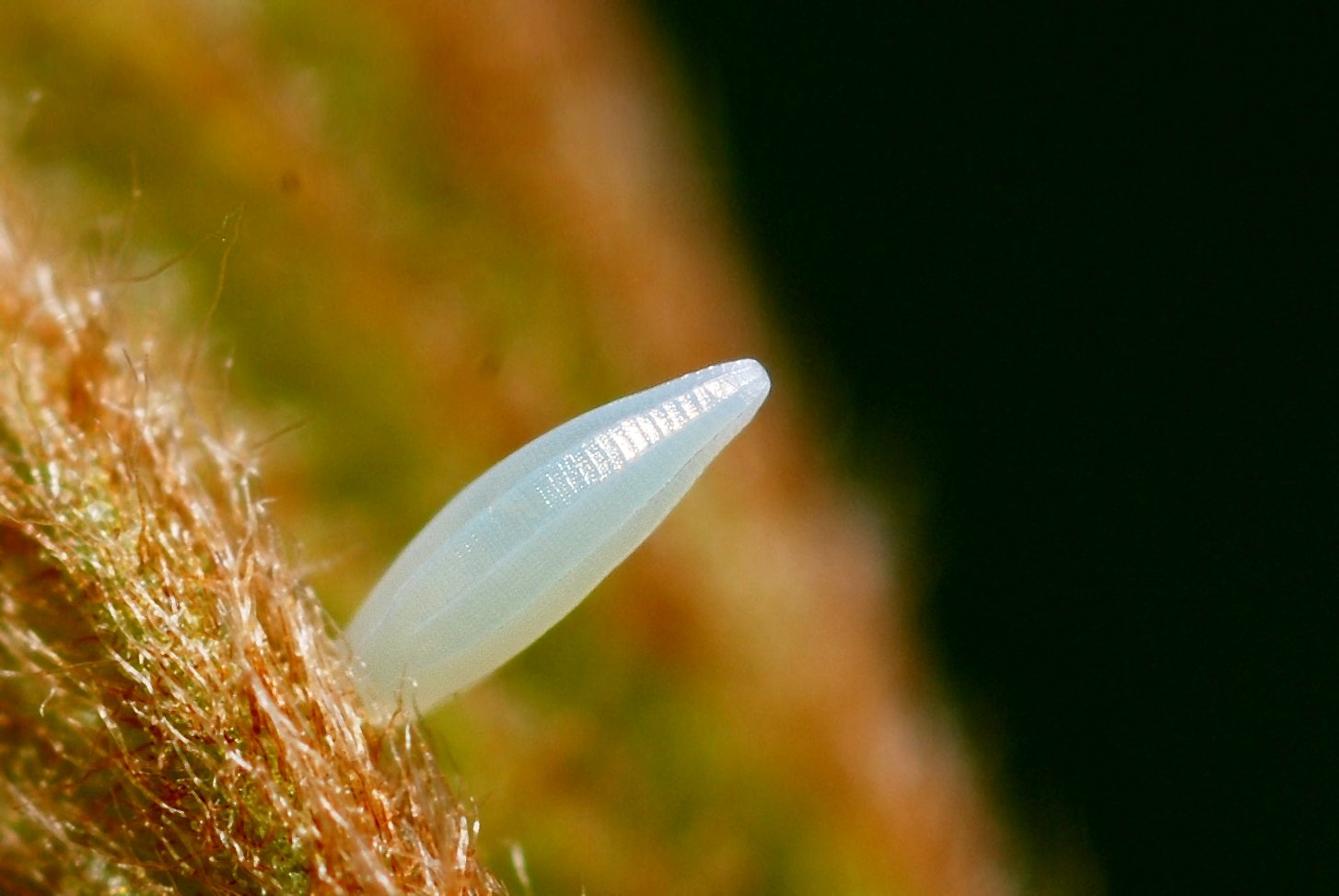
Ei
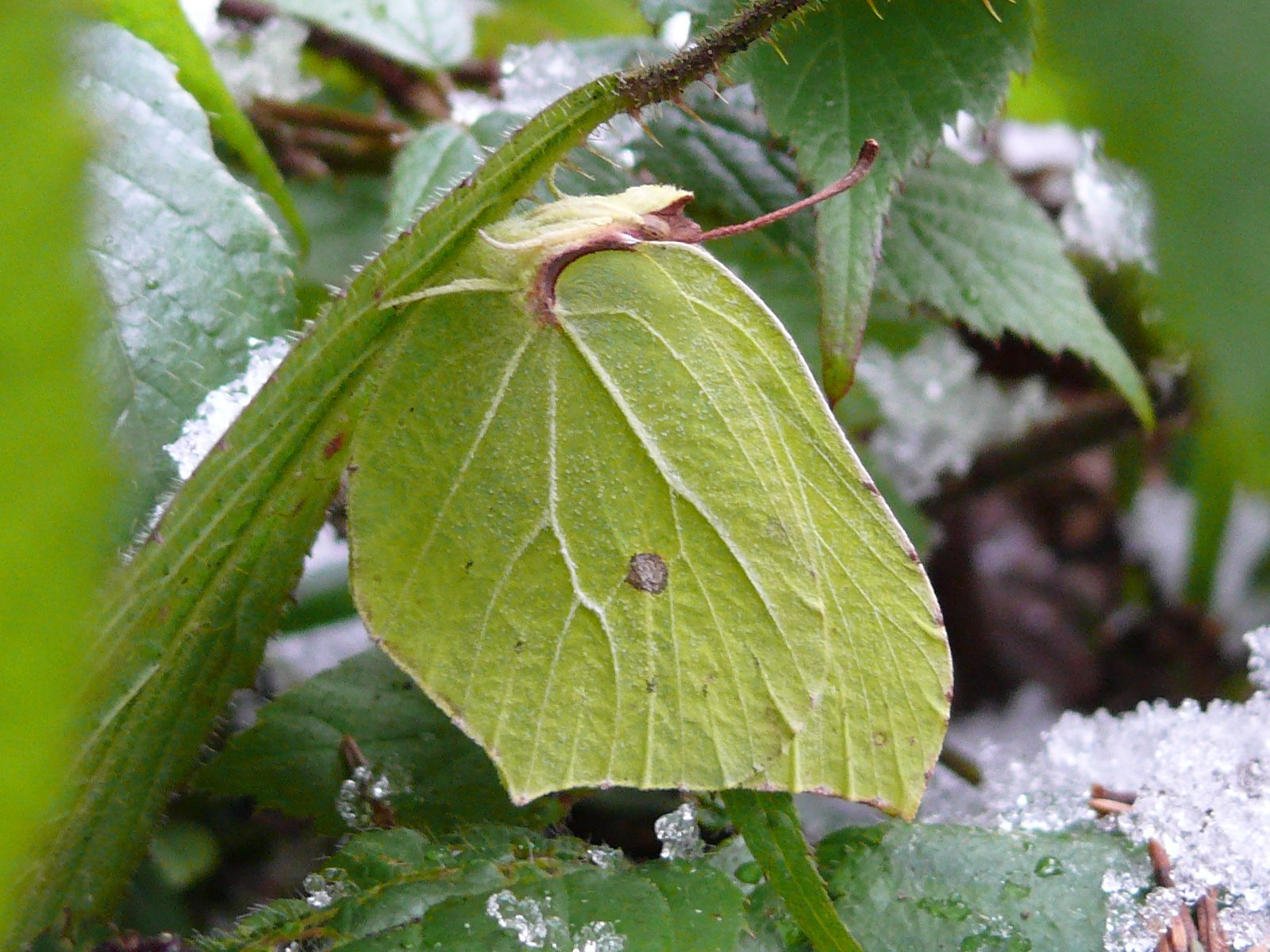
Overwinterend mannetje
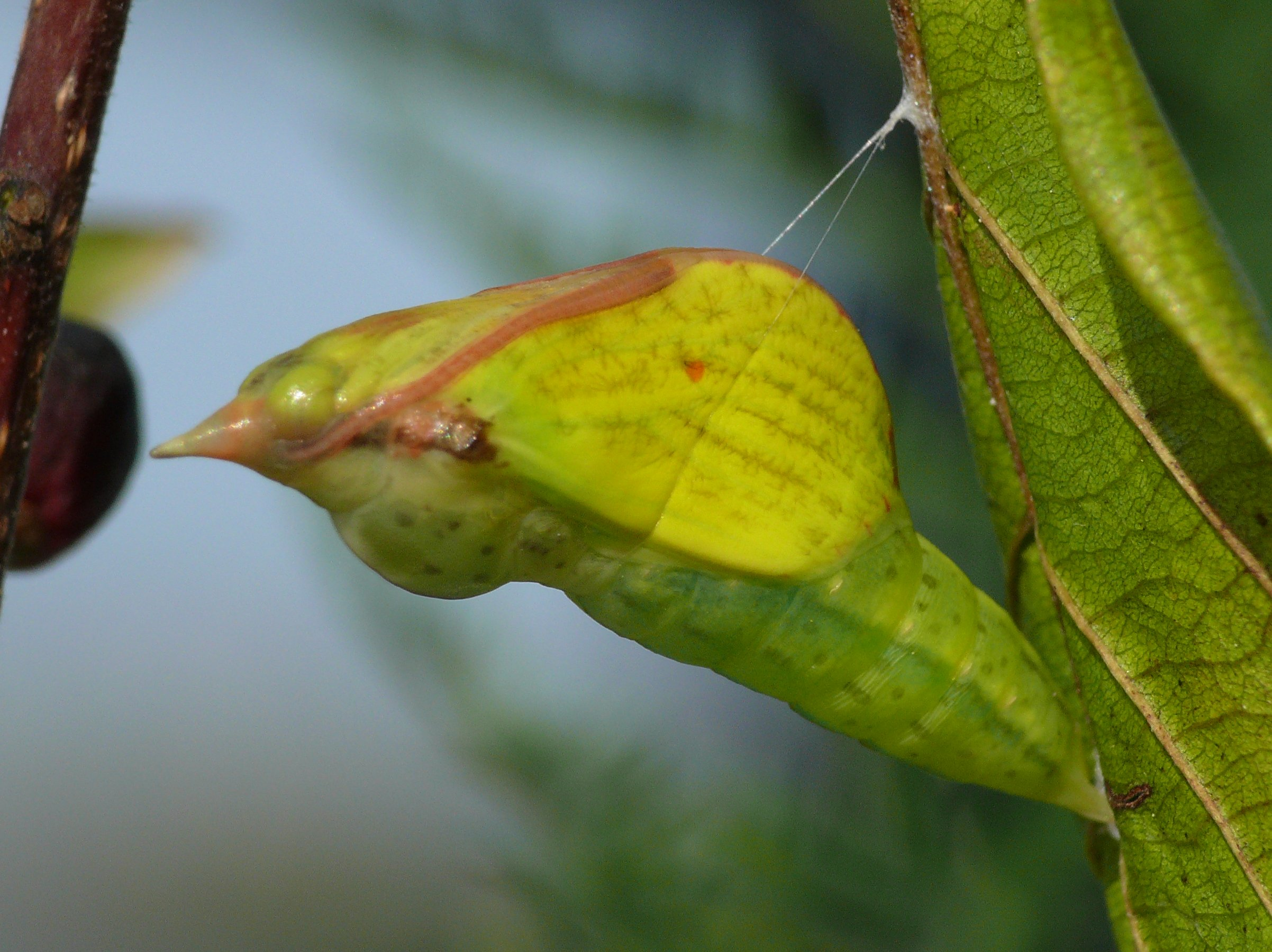
pop
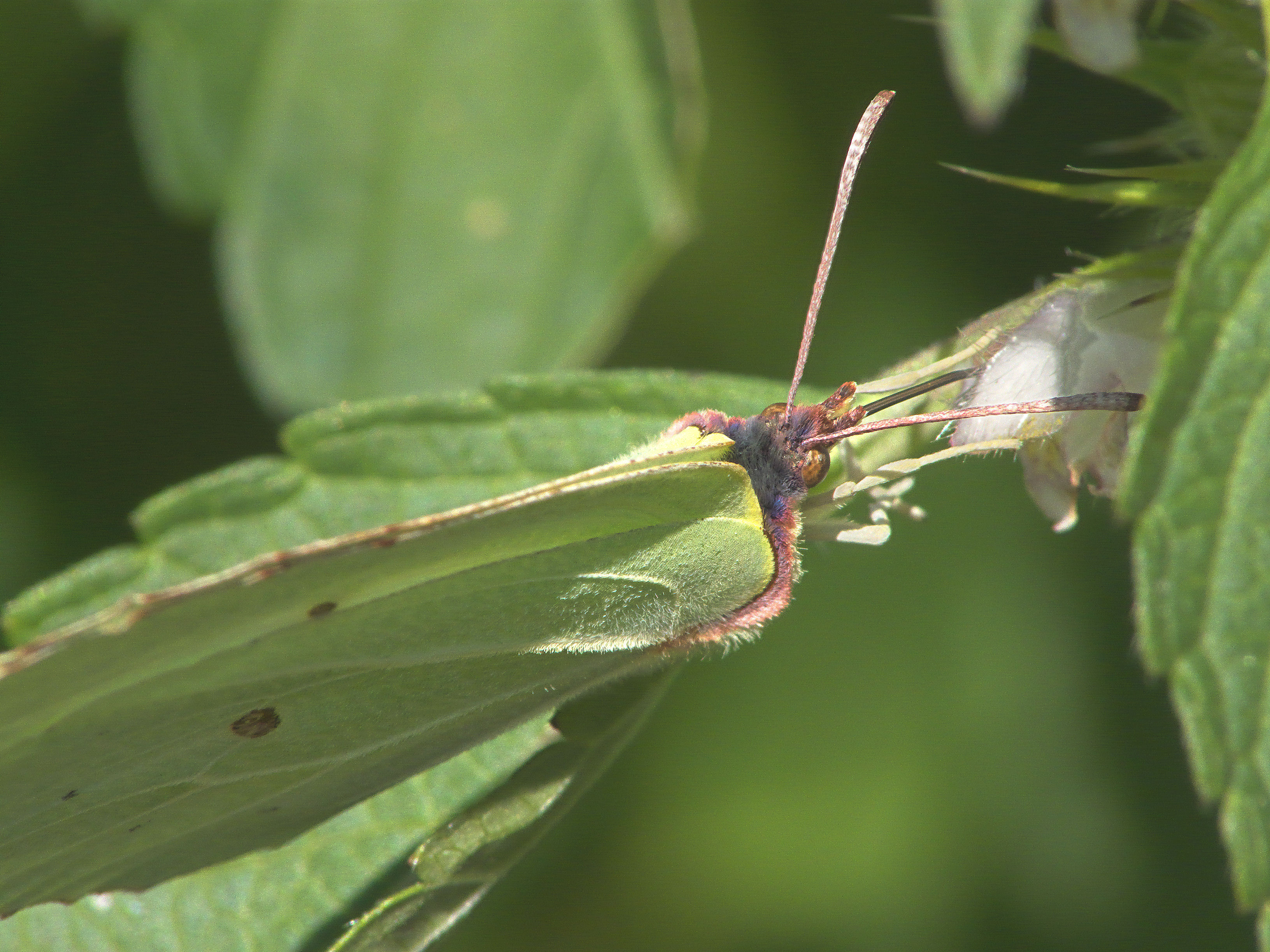
Op gewone hennepnetel
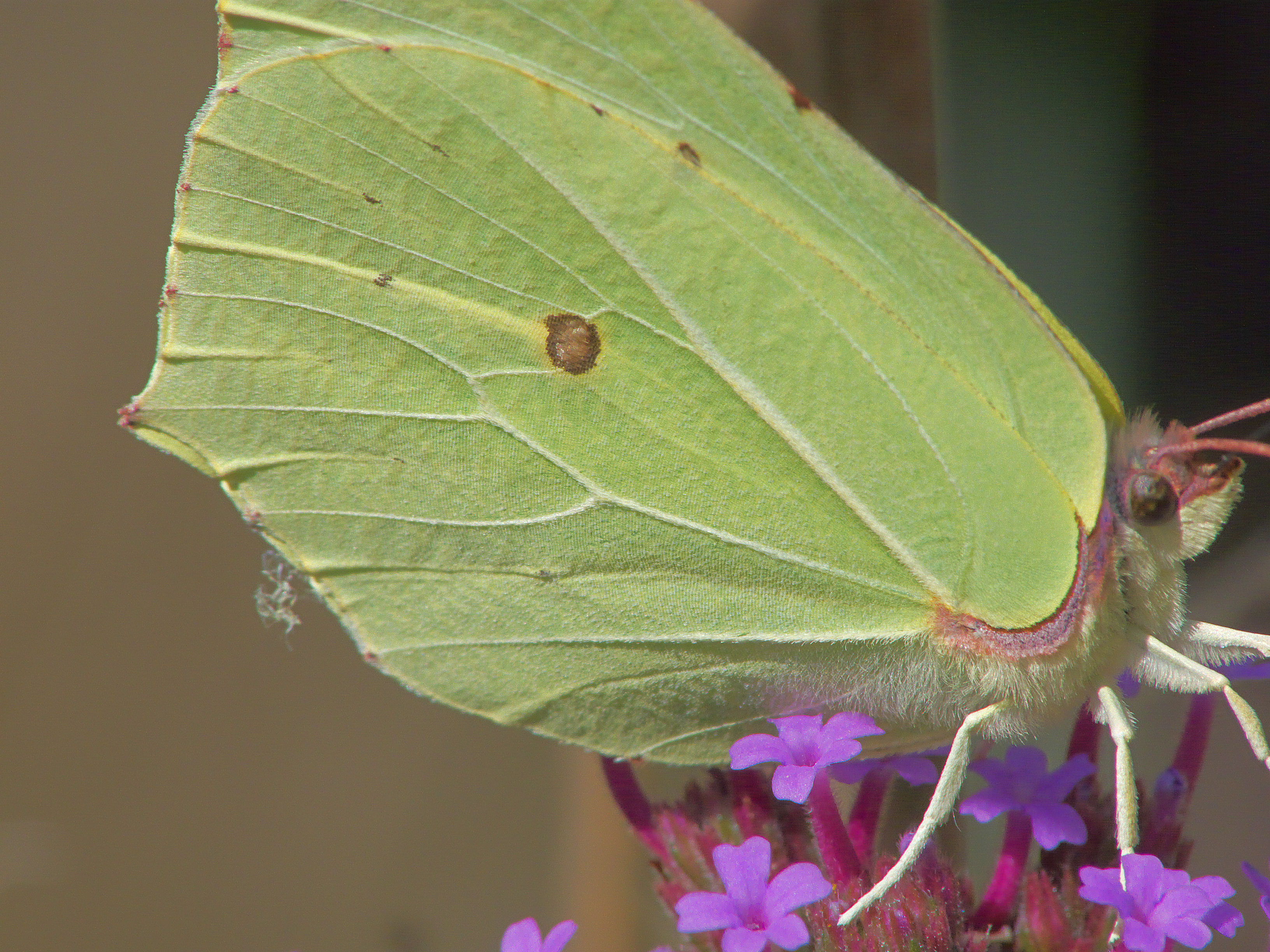
Op verbena